# Friedrich Ludwig Petry
Friedrich Ludwig Petry (* 31. Januar 1840 in Kreuznach; † 21. Februar 1927) war ein deutscher Reichsgerichtsrat.

## Leben
1862 wurde er auf den preußischen Landesherrn vereidigt. 1872 wurde er Friedensrichter und 1875 Landgerichtsassessor.  1878 ernannte man ihn zum Landgerichtsrat und 1885 zum Landrichtsdirektor. 1897 wurde er an das Reichsgericht berufen. Er war im  II. Zivilsenat tätig. Er trat 1910 in den Ruhestand. 

## Quelle
- Adolf Lobe: Fünfzig Jahre Reichsgericht am 1. Oktober 1929, Berlin 1929, S. 365

| Personendaten    | Personendaten               |
| ---------------- | --------------------------- |
| NAME             | Petry, Friedrich Ludwig     |
| KURZBESCHREIBUNG | deutscher Reichsgerichtsrat |
| GEBURTSDATUM     | 31. Januar 1840             |
| GEBURTSORT       | Kreuznach                   |
| STERBEDATUM      | 21. Februar 1927            |